# شونسوکه واتانابه
شونسوکه واتانابه (انگلیسی: Shunsuke Watanabe؛ زادهٔ ۲۷ اوت ۱۹۷۶) بازیکن بیس‌بال اهل ژاپن بود.
وی در مسابقات کشوری و بین‌المللی در مجموع برندهٔ ۲ مدال طلا شده‌است.